# Eria vaginifera
Eria vaginifera är en orkidéart som beskrevs av Johannes Jacobus Smith. Eria vaginifera ingår i släktet Eria och familjen orkidéer.
Artens utbredningsområde är Sulawesi. Inga underarter finns listade i Catalogue of Life.